# Alto vácuo

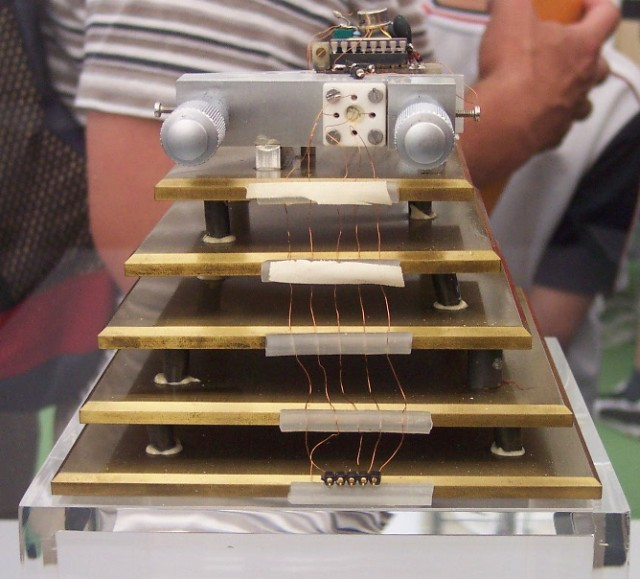
O ultra-alto vácuo é, entre outros, empregado em microscópios de corrente de tunelamento.

Na física, chama-se alto vácuo ao ambiente ou situação em que a pressão observada varia entre 100 mPa e 100 nPa. Acima desse valor, já se está diante de uma situação de ultra-alto vácuo.
Situações de alto vácuo ou de vácuo ultra-alto necessitam do uso de materiais raros para a construção do equipamento e do aquecimento do sistema para remover a água e restos de gases que se depositam nas superfícies da câmara. A pressões tão baixas, o percurso livre médio de uma molécula de gás é de aproximadamente 40 km, o que faz com que as moléculas se choquem muitas vezes com as paredes da câmara antes de chocarem entre elas. Por isto, a maior parte das colisões das moléculas são com as superfícies da câmara.

## Limitações de materiais que não podem ser usados em situação de alto vácuo
Materiais que não podem ser utilizados devido a baixa pressão dos gases:
- A maioria dos compostos orgânicos não podem ser usados:
  - plásticos excepto PTFE e PEEK: as juntas são feitas de cobre e são usadas apenas uma vez; os plásticos para outros usos são substituidos por ceramicas ou metais
  - colas: colas especiais para alto vácuo devem ser utilizadas
- aço: devido à sua oxidação, que aumenta a área de absorção, somente o aço inoxidável é usado
- chumbo: soldaduras são feitas sem recorrer a soldas que usem a este metal

Limitações técnicas:
- parafusos: os sulcos têm uma superfície com uma área grande e tendem a prender gases, por isso são evitados
- soldagem: soldadura convencional não pode ser usada por formar superfícies de grande área e porque forma pequenas câmaras, que prenderiam gás à pressão atmosférica, que seria lentamente liberto durante a remoção de gases.